# حت (اهتراء)

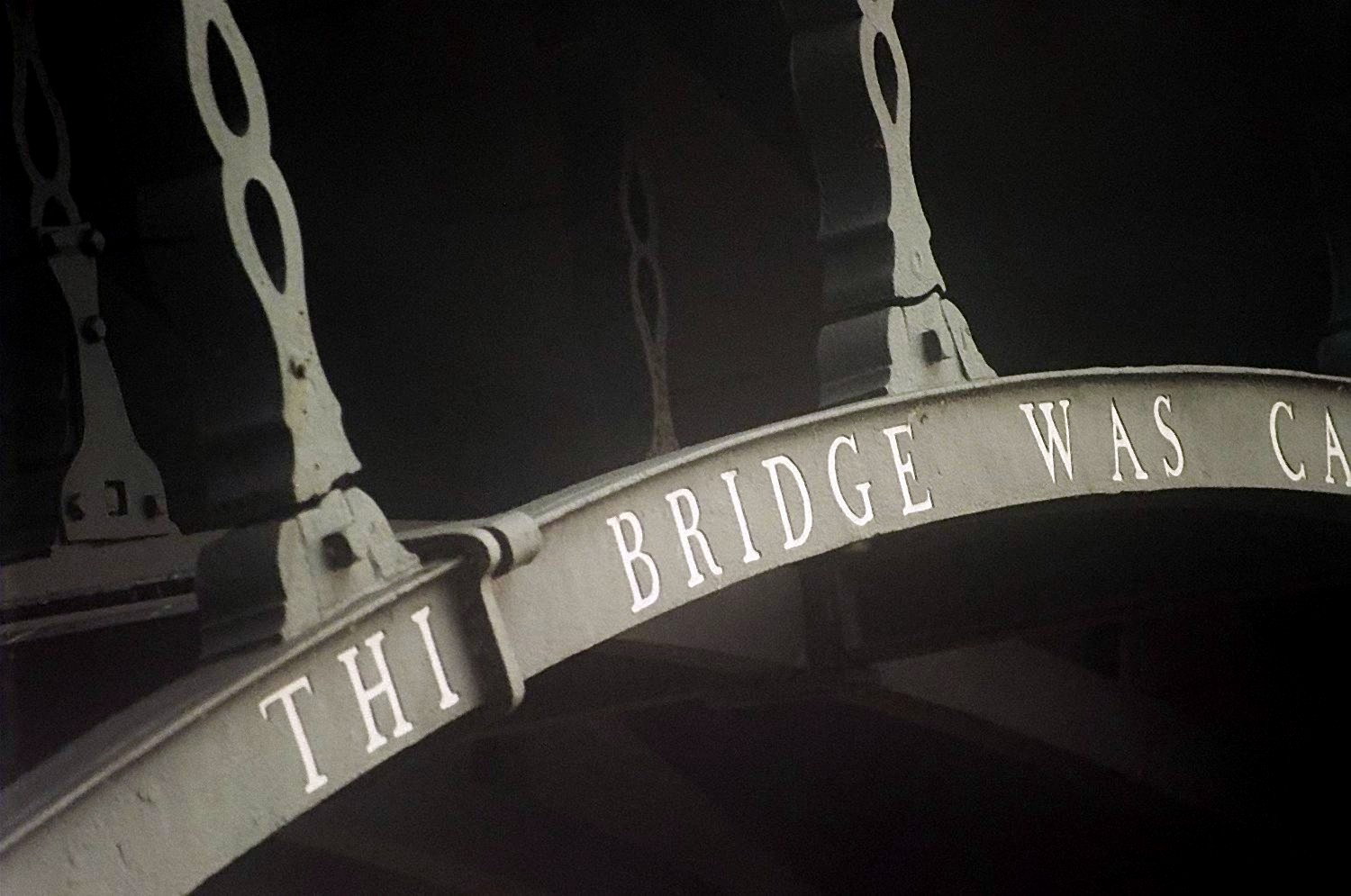

يشير الحت إلى أضرار الاهتراء وأحيانًا التآكل عند نتوءات سطوح التلامس. ينشأ هذا الضرر تحت الحمولة وفي وجود حركة نسبية تكرارية للسطوح، كما في حالة الاهتزازات على سبيل المثال. يعرف كتاب الجمعية الأمريكية للمعادن مرجع التعب والكسر الحت بأنه: «عملية اهتراء خاصة تحدث عند مساحة التلامس بين مادتين خاضعتين لحمل وتتعرضان لحركة نسبية دقيقة عن طريق الاهتزاز أو قوة أخرى ما». يضر الحت بشكل ملموس بجودة الطبقة السطحية منتجًا خشونة سطحية متزايدة وحفرًا مجهرية، ما يقلل متانة التعب للعناصر.
يكون مطال حركة الانزلاق النسبي عادةً من رتبة الميكرومتر إلى الميليمتر، ولكنه يمكن أن ينخفض ليصل حتى 3 نانومتر.
تسبب حركة التلامس الاهتراء الميكانيكي وانتقال المادة عند السطح، ويتبع ذلك غالبًا أكسدة كل من البواقي المعدنية (الفتات) والسطوح المعدنية المعرضة للهواء حديثًا. لأن الفتات المعدني المؤكسد أقسى عادةً من السطوح التي نشأ عنها، فإنه يعمل كوسيط تحاك يزيد معدل الحت.
نوقش التمييز بين البرنلة الكاذبة (نسبة إلى برينل) والتآكل الناتج عن الحت بشكل مكثف في الكتب الخاصة بالموضوع. الفرق الأساسي أن البرنلة الكاذبة تحدث عند حت مشحم تحت شروط تلامس جاف. يوجد أيضًا بين الحت والبرنلة الكاذبة ارتباط متعلق بالزمن. 

## الفولاذ
يمكن تمييز آثار الحت في الفولاذ بوجود سطح ممتلئ بالحفر وغبار أكسيد الحديد «الأحمر» الناعم الذي يشبه مسحوق الكاكاو. هذا الفتات ليس فعليًّا «صدأً» لأن إنتاجه لا يحتاج ماء. الجسيمات أقسى بكثير من سطوح الفولاذ الملامسة، لذلك لا بد من الاهتراء الاحتكاكي؛ ولكن لا يشترط وجود الجسيمات لبدء الحت.

## المنتجات التي تتأثر به
من الأمثلة على الحت اهتراء أسنان التعشيق على محور القيادة، والسطح التبادلي بين المسمار والصامولة في العجلات، وحشيات رؤوس الأسطوانات الخاضعة لفروق في معاملات التمدد الحراري.
هناك حاليًّا تركيز على أبحاث الحت في مجال هندسة الطيران والفضاء. يتعرض كل من مكان التقاء الريشة بالجذر في «ذنب الحمامة» والقارنة المسننية في المحركات الهوائية للعنفات الغازية للحت.
من الأمثلة الأخرى التي يمكن أن يحدث فيها الحت محامل الريش في عنفات الرياح الحديثة، والتي تعمل تحت حركة ترددية للتحكم بالاستطاعة وأحمال العنفة.
يمكن أن يحدث الحت أيضًا بين العناصر ذات الحركة الترددية في جسم الإنسان. وخاصة في الأعضاء المزروعة، فالأحواض الاصطناعية على سبيل المثال تتأثر غالبًا بآثار الحت.

## تعب الحت
يخفف الحت متانة التعب في المواد التي تعمل تحت إجهادات دورية. يمكن أن ينتج عن ذلك تعب الحت، حيث يمكن أن تنشأ شقوق تعب في منطقة الحت، ثم ينمو الشق في المادة. الوصلات التراكبية، الشائعة في أسطح هياكل الطيارات، مكان رئيسي لحدوث التآكل الناتج عن الحت.

## العوامل المؤثرة على الحت
ليست مقاومة الحت خاصية متعلقة بالمادة بحد ذاتها ولا حتى بزوج المواد (المادتين المتلامستين). هناك عدة عوامل تؤثر على سلوك الحت في نقطة تماس ما:
- حمل التماس
- مطال الانزلاق
- عدد الدورات
- درجة الحرارة
- الرطوبة النسبية
- خاملية المادة (الخمول الكيميائي لها)
- التآكل وما ينتج عنه من ضعف في التلامس ناتج عن الحركة عند نقطة التماس أو التحاك.

## التخفيف من أثره
الطريقة الرئيسية لمنع الحت هي التصميم بحيث لا يكون هناك حركة نسبية عند سطوح التماس. تلعب خشونة الأسطح دورًا هامًّا إذ يحدث الحت عادةً نتيجة تلامس النتوءات في السطحين المتلامسين. توضع المزلقات (المشحمات) غالبًا لتخفيف الحت لأنها تقلل الاحتكاك وتمنع الأكسدة.
تكون المواد الطرية غالبًا أكثر عرضةً للحت من المواد القاسية ذات الأنواع المشابهة. لنسبة القساوة للمادتين المنزلقتين أيضًا أثر على التآكل الناتج عن الحت. ولكن المواد الأطرى كالمبلمرات يمكنها أن تظهر أثرًا عكسيًّا عندما تلتقط فتاتًا قاسيًا يمكنه أن يندمج في أسطحها الخارجية. يمكنها عند ذلك أن تؤدي دور وسيط حك فعال جدًّا، ما يسبب تآكل المعدن الأقسى الذي يلامسها.